# کریستیان پدرسن (دوچرخه‌سوار)
کریستیان پدرسن (انگلیسی: Christian Pedersen; ۷ سپتامبر ۱۹۲۰ – ۲۴ نوامبر ۱۹۹۹) دوچرخه‌سوار اهل دانمارک بود.